# Anthíli
Anthíli (Anthili) är en ort i Grekland.   Den ligger i prefekturen Fthiotis och regionen Grekiska fastlandet, i den centrala delen av landet, 140 km nordväst om huvudstaden Aten. Anthíli ligger 11 meter över havet och antalet invånare är 1 693.
Terrängen runt Anthíli är varierad.Runt Anthíli är det ganska glesbefolkat, med 26 invånare per kvadratkilometer. Närmaste större samhälle är Lamia, 6,8 km nordväst om Anthíli. I omgivningarna runt Anthíli växer i huvudsak blandskog.